# 서울시 외국인 명예시민
서울시 외국인 명예시민(Honorary Citizenship of Seoul)은 서울을 사랑하고 다양한 분야에서 서울을 빛낸 서울 거주 외국인들과 서울을 방문하는 외빈을 서울시 외국인 명예시민으로 선정하는 제도 및 선정된 외국인 명예시민을 의미한다.

## 역사
1958년 전후 도시재건에 도움을 준 외국인에게 ‘공로시민증’을 수여한 것에서 시작되었으며, 이후 서울시정 발전에 기여한 외국인들과 서울을 방문하는 국가원수, 외교사절 등에게 시정 발전 공로에 대한 보답과 우호협력 차원에서 ‘명예시민증’을 수여하였다.

## 현황
1958년 제도 시행 이래 현재(2023.1월 기준)까지 선정된 서울시 외국인 명예시민은 총 100개국 914명이다.

## 혜택
서울시 외국인 명예시민으로 선정되면 서울시가 주관하는 각종 행사 초청 및 시정 관련 위원회 위촉 등 다양한 시정 참여기회가 주어지며, 서울사랑, e-뉴스레터 등 시정소식지 정기 발송을 통해 유익한 시정 정보를 제공한다. 그리고「서울특별시 명예시민증 수여 조례」 제6조에 의거하여, 서울시 명예시민에게는 서울시립미술관 특별전, 서울대공원 동물원·테마가든, 서울식물원 주제원, 동대문디자인플라자 자체기획전 등 서울시 주요 문화여가시설에 대한 입장·관람료가 면제된다.

## 유명 명예시민
| # | 선정년도 | 이름                                          | 국적     | 사유 | 비고        |
| - | -------- | --------------------------------------------- | -------- | --- | ----------- |
|   | 1965년   | 월터 C. 모니간 주니어 (Walter C. Monegan Jr.) | 미국     | 제1해병사단 소속으로 인천 상륙 작전이후 북한군 탱크 3대를 격파하였으나 소사리(현 역곡동)와 개봉리(현 개봉동)의 경계인 덕고개(현 오류 IC)에서 북한군의 공격을 받고 1950년 9월 22일 전사 | [ 2 ] [ 3 ] |
|   | 2002년   | 거스 히딩크 (Guus Hiddink)                    | 네덜란드 | 대한민국 축구 국가대표팀의 2002년 FIFA 월드컵 4강 진출 공헌 |             |

## 같이 보기
- 대한민국 명예국민